# Creu de terme de la Mare de Déu de Gràcia
La Creu de terme de la Mare de Déu de Gràcia és una obra de Falset (Priorat) inclosa a l'Inventari del Patrimoni Arquitectònic de Catalunya.

## Descripció
Creu de terme de base quadrada i un pilar hexagonal, amb decoració al capdamunt, en un estil amb connotacions barroques. A la base, una inscripció recorda la seva erecció en record de la missió de l'any 1948.

## Història
La creu fou erigida en record de la Missió de 1948, a la vora del cementiri.